# Andrew Lonergan
Andrew Lonergan (ur. 19 października 1983 w Preston, Lancashire) – angielski piłkarz grający na pozycji bramkarza w drużynie Liverpool.

## Kariera klubowa
Zadebiutował w drużynie Preston w wieku 17 lat w wyjazdowym meczu pucharu ligi z drużyną Coventry City. Jego postępy obserwował trener bramkarzy, Peter Williams. Był wysyłany na wypożyczenie do drużyn Blackpool i Darlington.

### Leeds United
25 lipca 2011 r. podpisał 3-letni kontrakt z Leeds United. Zadebiutował w przegranym 1-3 meczu z Southampton. W drużynie Leeds spędził tylko jeden sezon. Zanotował 35 występów w rozgrywkach ligowych.

### Bolton
17 lipca 2012 r. podpisał 3-letnią umowę z Boltonem Wanderers. Zadebiutował 28 sierpnia w przegranym meczu z Crawley Town w ramach Pucharu Ligi Angielskiej. Jego debiut ligowy miał miejsce 5 marca 2013 r. przeciwko Blackburn Rovers. 

### Fulham
19 czerwca 2015 r. związał się 2-letnią umową z Fulham. 

## Kariera reprezentacyjna
Lonergan nigdy nie zadebiutował w dorosłej reprezentacji narodowej. Brał jednak udział na Mistrzostwach Świata reprezentacji Anglii U-20.

## Sukcesy
Liverpool
- Superpuchar Europy UEFA: 2019
- Klubowe mistrzostwo świata: 2019